# والتر بلیکلی
والتر بلیکلی (انگلیسی: Walter Blakeley؛ ۱۸۹۴ – ۱۹۴۱) فیلم‌بردار اهل انگلستان بود.
از فیلم‌هایی که وی در آن‌ها نقش داشته‌است، می‌توان به دیک تورپین اشاره نمود.